# Irving Fields

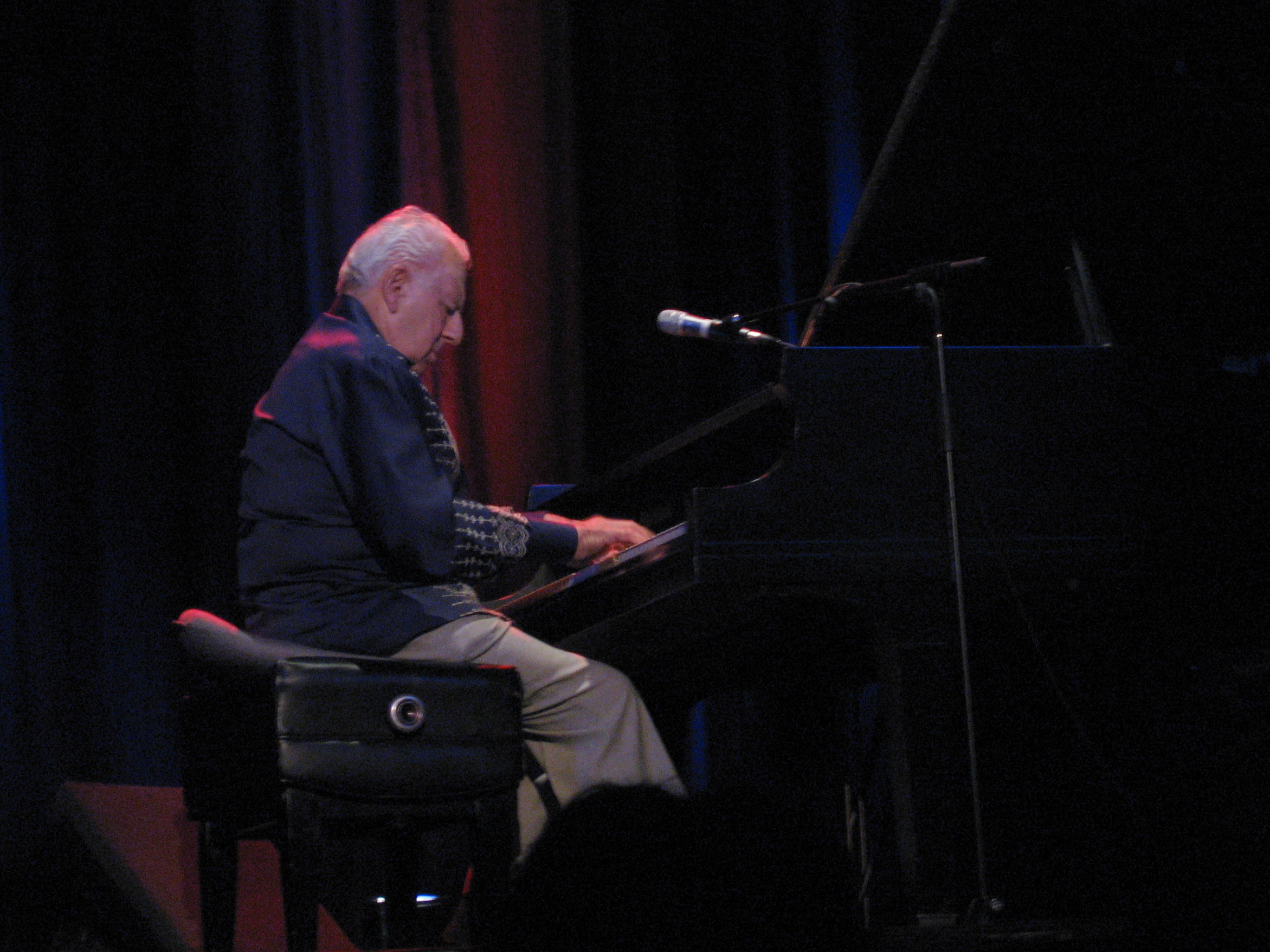
Irving Fields (2005)

Irving Fields (* 4. August 1915 in New York City; † 20. August 2016 ebendort) war ein US-amerikanischer Pop- und Jazzpianist, Komponist, Arrangeur und Bandleader.

## Leben und Wirken
Fields spielte 1948 unter eigenem Namen mehrere Jazz-Titel wie St. Louis Blues für Victor Records ein; 1958 entstanden weitere Aufnahmen für Atlantic und Atco (I Can't Give You Anything But Love). In den folgenden Jahren machte er sich vor allem durch Easy-Listening-Produktionen wie Bagels & Bongos (Decca Records, 1959) einen Namen. 2012 erschien seine Autobiographie The Pianos I Have Known: The Autobiography of Irving Fields, basierend auf Gesprächen  mit dem Huffington-Post-Autor Tony Sachs. Noch 2015 trat Fields im Restaurant Nino’s Tuscany auf. Er starb im Alter von 101 Jahren im August 2016 in Manhattan. Zu seinen bekanntesten Kompositionen gehören Miami Beach Rhumba, Managua, Nicaragua und Chantez, Chantez, die in den 1940er-Jahren von Dinah Shore gecovert wurden.

## Diskographische Hinweise
- Irving Fields Plays Irving Berlin (Tops Records, 1957)
- …At the St. Moritz with the Irving Fields Trio (Cocktail Dance Time) (ABC-Paramount, 1956)
- More Bagels and Bongos (Decca, 1961)
- Twisting! (Everest, 1961)
- Bikinis and Bongos - Hawaiian Favorites with a Latin Beat (Decca, 1962)
- Pizzas and Bongos (Decca, 1962)
- My Yiddishe Mama's Favorites (Tzadik (Radical Jewish Culture Series), 2007), mit Greg Cohen, Roberto Juan Rodriguez